# Santa Anita
Santa Anita é um município da província de Entre Ríos, na Argentina.